# Conall mac Comgaill
Conall mac Comgaill (fl. VI secolo) regnò sulla Dál Riata dal 558 circa al 574.

## Biografia
Era figlio di Comgall mac Domangairt. Sarebbe stato lui a concedere l'isola di Iona a San Columba. I Duan Albanach sostengono che regnò senza incontrare opposizioni, anche se in realtà esiste negli Annali dell'Ulster la testimonianza di una spedizione di Conall e Colmán Bec mac Diarmato degli Uí Néill del sud a Iardoaman nel 568. Gli Annali dei Quattro Maestri affermano che una flotta fu distrutta a Sol (Seil) e a Ile (Islay) da Colman Beg, figlio di Diarmaid, figlio di Fearghus Cerrbheoil, e da Conall, figlio di Comhgall, capo di Dal Riada e che loro riportarono un grande bottino.
Il Senchus fer n-Alban afferma che Conall ebbe sette figli: Loingsech, Nechtan, Artan, Tuathan, Tutio e Coirpe. Tuttavia, anche Connad Cerr viene considerato come un figlio di Conall e la morte di Dúnchad figlio di Conall viene ricordata negli Annali dell'Ulster e di quelli di Tigernach mentre guidava l'esercito dei figli di Gabrán nel Kintyre.